# МЦСТ-R
Семейство «МЦСТ-R» — российская разработка универсальных микропроцессоров. Микропроцессоры используют архитектуру SPARC (Scalable Processor ARCitecture) версии V8.

## Основные сведения
Аббревиатура возникла от сочетания Московский центр Спарк-технологий, который также разрабатывал процессоры архитектуры SPARC, в частности, hyperSPARC (Colorado 4) Ross RT620D .

## Процессоры семейства
| Архитектура SPARC | R150     | R500     | R500S      | R1000                | R2000       |
| Год выпуска | 2001     | 2004     | 2007       | 2011                 | 2018 (план) |
| Техпроцесс, нм | 350      | 130      | 130        | 90                   | 28          |
| Архитектура | SPARC v8 | SPARC v8 | SPARC v8   | SPARC v9, VIS1, VIS2 | SPARC v9    |
| Количество ядер | 1        | 1        | 2          | 4                    | 8           |
| Тактовая частота, МГц                                                                                                | 150      | 500      | 500        | 1000                 | 2000        |
| Производительность (32 бита), Гфлопс                                                                                 | 0,15     | 0,5      | 1          | 16                   | 64          |
| Производительность (64 бита), Гфлопс                                                                                 | 0,15     | 0,5      | 1          | 8                    | 32          |
| Потребляемая мощность, Вт                                                                                            | 5        | 1        | 5          | 15                   | н.д.        |
| Команд на 1 такт | 1        | 1        | 1          | 2                    | н.д.        |
| Кеш уровня 2, МБ | 0*       | 0**      | 0,5        | 2                    | н.д.        |
| Пропускная способность шины памяти, Гбайт/с                                                                          | 0,4      | 0,8      | 2,6        | 6,4                  | н.д.        |
| Площадь кристалла, мм²                                                                                               | 100      | 25       | 81         | 128                  | н.д.        |
| Число транзисторов, млн                                                                                              | 2,8      | 5        | 51         | 180                  | н.д.        |
| Число слоёв металла                                                                                                  | 4        | 8        | 8          | 10                   | н.д.        |
| Тип корпуса | BGA 480  | BGA 376  | HFCBGA 900 | HFCBGA 1156          | н.д.        |
| Максимальное число ядер в системе с общей памятью                                                                    | 1        | 4        | 2          | 16                   | н.д.        |
| Каналы межпроцессорного обмена ccLVDS                                                                                | –        | –        | –          | 3                    | н.д.        |
| Пропускная способность канала ccLVDS, Гбайт/с                                                                        | –        | –        | –          | 4                    | н.д.        |
| Пропускная способность канала ioLVDS, Гбайт/с                                                                        | –        | –        | 1,3        | 2                    | н.д.        |
| Комплексирование машин через каналы RDMA                                                                             | –        | –        | до 4       | до 4                 | н.д.        |
| Южный мост | –        | –        | встроенный | КПИ                  | н.д.        |
| * возможно подключение внешней кеш-памяти объёмом до 1 МБ ** возможно подключение внешней кеш-памяти объёмом до 4 МБ |          |          |            |                      |             |

## МЦСТ-R100
Микропроцессор МЦСТ R-100 — разработка российской фирмы МЦСТ из серии процессоров МЦСТ-R, основанной на архитектуре SPARC, изначально разработанной в 1985 году компанией Sun Microsystems. Полностью программно совместим с архитектурой SPARC v8.
Представляет собой одноядерную систему на кристалле с встроенными кэшем первого уровня. Для связи процессоров друг с другом, с модулями памяти и устройствами ввода-вывода в архитектуре SPARC предусмотрена шина МBus — высокоскоростная шина, обеспечивающая когерентность кэш-памяти процессоров в многопроцессорных структурах. Микросхема разработана по технологическим нормам 0,5 мкм с использованием библиотек стандартных элементов.
Микропроцессор R-100 предназначен для создания ЭВМ для стационарных и встроенных решений, а также может размещаться в мезонинных микропроцессорных модулях. Используется главным образом по заказам Министерства обороны Российской Федерации. Первая опытная партия микропроцессоров МЦСТ-R100 была изготовлена во Франции на фабрике ATMEL ES2 по технологии 0,5 мкм и проверена в рабочих станциях SPARCstation 10 и SPARCstation 20 в 2000 году. Процессор работал на приложениях под управлением ОС Solaris. Однако заказчик решил не запускать его в серию, а сделать редизайн на технологию 0,35 микрона, в ходе которого был разработан МЦСТ-R150. Опытная партия МЦСТ-R100 прошла госприёмку в 2001 году. Однако производство микропроцессоров МЦСТ-R100 не осуществлялось.